# Бентешина
Бентешина е владетел на Амуру, управлявал около 1280 – 1275 година пр. Хр. и повторно около 1260 – 1230 година пр. Хр.
Той е син и наследник на владетеля Дупи-Тешупа. Към 1276 година пр. Хр., при настъплението на египетския фараон Рамзес II, той прекъсва съюза на Амуру с Хетското царство и се бие на страната на египтяните в битката при Кадеш в 1274 година пр. Хр. Скоро хетите връщат контрола си над Амуру и поставят на трона Шапили, а Бентешина е отведен в плен. Там той прекарва дълго време в двора на брата на владетеля Хатушили и когато той поема властта над хетите, Бентешина е върнат начело на Амуру. Управлява до смъртта си като съюзник на хетите и е наследен от своя син Шаушгамува.